# Llista de monuments de Rubí
Llista de monuments de Rubí inclosos en l'Inventari del Patrimoni Arquitectònic Català per al municipi de Rubí (Vallès Occidental). Inclou els inscrits en el Registre de Béns Culturals d'Interès Nacional (BCIN) amb la classificació de monuments històrics i els Béns Culturals d'Interès Local (BCIL) de caràcter arquitectònic.
| Monument                                         | Protecció    | Estil/època                          | Localització                                                         | Coordenades                                          | Codi?         | Imatge |
| ------------------------------------------------ | ------------ | ------------------------------------ | -------------------------------------------------------------------- | ---------------------------------------------------- | ------------- | --- |
| Castell de Rubí                                  | BCIN 1329-MH | XIII-XV                              | Rubí C. del Castell, 33                                              | 41° 29′ 40″ N, 2° 01′ 36″ E / 41.494511°N,2.026531°E | RI-51-0005619 | Castell de Rubí · Vegeu més fotos d'aquest monument · Carregueu una nova foto d'aquest monument                                      |
| Església parroquial de Sant Pere de Rubí         | BCIL 2004    | Romànic XI, XVI, XIX                 | Rubí Pl. Doctor Guardiet, 4-5                                        | 41° 29′ 31″ N, 2° 01′ 49″ E / 41.492037°N,2.030188°E | IPA-27636     | Església parroquial de Sant Pere de Rubí · Vegeu més fotos d'aquest monument · Carregueu una nova foto d'aquest monument             |
| Ajuntament de Rubí                               | BCIL 2004    | Noucentisme XIX                      | Rubí Pl. de Pere Aguilera                                            | 41° 29′ 38″ N, 2° 01′ 52″ E / 41.493783°N,2.031168°E | IPA-27637     | Ajuntament de Rubí · Vegeu més fotos d'aquest monument · Carregueu una nova foto d'aquest monument                                   |
| Escoles Ribas                                    | BCIL 2004    | Modernisme, noucentisme XX           | Rubí C. Lluís Ribas, 2-4                                             | 41° 29′ 18″ N, 2° 02′ 09″ E / 41.488229°N,2.035779°E | IPA-27638     | Escoles Ribas (Rubí) · Vegeu més fotos d'aquest monument · Carregueu una nova foto d'aquest monument                                 |
| Ca n'Oriol                                       | BCIL 2004    | Obra popular, gòtic tardà            | Rubí Camí de ca n'Oriol                                              | 41° 29′ 37″ N, 2° 02′ 31″ E / 41.493702°N,2.041844°E | IPA-27639     | Ca n'Oriol (Rubí) · Vegeu més fotos d'aquest monument · Carregueu una nova foto d'aquest monument                                    |
| Casino de Rubí, Casino Espanyol                  | BCIL 2004    | Noucentisme XX Mitjan                | Rubí Pl. Catalunya, 1-2, Ca n'Oriol                                  | 41° 29′ 33″ N, 2° 01′ 53″ E / 41.492541°N,2.031271°E | IPA-27640     | Casino de Rubí · Vegeu més fotos d'aquest monument · Carregueu una nova foto d'aquest monument                                       |
| Torre de la Llebre                               | BCIL 2004    | Obra popular XIII                    | Rubí C. Art, a 1 km de Rubí direcció Valldoreix                      | 41° 28′ 34″ N, 2° 02′ 04″ E / 41.476165°N,2.034353°E | IPA-27641     | Torre de la Llebre (Rubí) · Vegeu més fotos d'aquest monument · Carregueu una nova foto d'aquest monument                            |
| Celler Cooperatiu                                | BCIL 2004    | Noucentisme XX Inici                 | Rubí C. Pintor Murillo, 106, Ca n'Oriol                              | 41° 29′ 15″ N, 2° 02′ 00″ E / 41.487487°N,2.033203°E | IPA-27642     | Celler Cooperatiu (Rubí) · Vegeu més fotos d'aquest monument · Carregueu una nova foto d'aquest monument                             |
| Can Riba, Ca la Rosa o Can Ramoneda              | BCIL 2004    | Obra popular XX Inici                | Rubí C. Xile, 8-10                                                   | 41° 29′ 32″ N, 2° 02′ 00″ E / 41.49236°N,2.033262°E  | IPA-27643     | Can Riba (Rubí) · Vegeu més fotos d'aquest monument · Carregueu una nova foto d'aquest monument                                      |
| Casa Imbert                                      | BCIL 2004    | Historicisme XIX Final               | Rubí Av. Barcelona, 69 - pl. Pearson                                 | 41° 29′ 15″ N, 2° 01′ 52″ E / 41.48763°N,2.030996°E  | IPA-27644     | Casa Imbert (Rubí) · Vegeu més fotos d'aquest monument · Carregueu una nova foto d'aquest monument                                   |
| Casa Teixidor                                    | BCIL 2004    | Eclecticisme XX                      | Rubí Pl. d'Estanislau Figueres, 5-7                                  | 41° 29′ 32″ N, 2° 02′ 01″ E / 41.492255°N,2.033599°E | IPA-27645     | Casa Teixidor (Rubí) · Vegeu més fotos d'aquest monument · Carregueu una nova foto d'aquest monument                                 |
| Torre Ezpeleta, Can Riba, Ateneu                 | BCIL 2004    | Modernisme XX Inici                  | Rubí C. Xile, 3                                                      | 41° 29′ 33″ N, 2° 01′ 58″ E / 41.4926°N,2.032851°E   | IPA-27646     | Torre Ezpeleta (Rubí) · Vegeu més fotos d'aquest monument · Carregueu una nova foto d'aquest monument                                |
| Casa Gaju, Torre Marbà                           | BCIL 2004    | Eclecticisme                         | Rubí C. Xile, 2, la Plana                                            | 41° 29′ 32″ N, 2° 01′ 58″ E / 41.492312°N,2.032867°E | IPA-27647     | Casa Gaju (Rubí) · Vegeu més fotos d'aquest monument · Carregueu una nova foto d'aquest monument                                     |
| Casa Palet                                       | BCIL 2004    | Obra popular                         | Rubí Pl. Doctor Guardiet - c. Terrassa                               | 41° 29′ 31″ N, 2° 01′ 47″ E / 41.492023°N,2.029673°E | IPA-27648     | Casa Palet (Rubí) · Vegeu més fotos d'aquest monument · Carregueu una nova foto d'aquest monument                                    |
| Cal Montmany                                     |              | Obra popular XVIII                   | Rubí C. Sant Ignasi, 2                                               | 41° 29′ 29″ N, 2° 01′ 48″ E / 41.491279°N,2.030044°E | IPA-27649     | Cal Montmany (Rubí) · Vegeu més fotos d'aquest monument · Carregueu una nova foto d'aquest monument                                  |
| Can Ramoneda                                     | BCIL 2004    | Obra popular XV                      | Rubí Camí de Sant Muç                                                | 41° 30′ 13″ N, 2° 01′ 31″ E / 41.50356°N,2.025187°E  | IPA-27651     | Can Ramoneda (Rubí) · Vegeu més fotos d'aquest monument · Carregueu una nova foto d'aquest monument                                  |
| Can Xercavins                                    | BCIL 2004    | Obra popular                         | Rubí A 1 km de Rubí prop del castell                                 | 41° 29′ 39″ N, 2° 01′ 11″ E / 41.494100°N,2.019663°E | IPA-27652     | Can Xercavins (Rubí) · Vegeu més fotos d'aquest monument · Carregueu una nova foto d'aquest monument                                 |
| Ca n'Alzamora                                    | BCIL 2004    | Obra popular, gòtic tardà XIII, XVII | Rubí Pg. de les Torres, 60                                           | 41° 28′ 50″ N, 2° 02′ 00″ E / 41.48066°N,2.033268°E  | IPA-27653     | Ca n'Alzamora (Rubí) · Vegeu més fotos d'aquest monument · Carregueu una nova foto d'aquest monument                                 |
| Can Pi de Vilaroch                               | BCIL 2004    | Obra popular XIV                     | Rubí Al costat de l'estació receptora ENHER                          | 41° 28′ 19″ N, 2° 00′ 33″ E / 41.472041°N,2.009061°E | IPA-27654     | Can Pi de Vilaroch (Rubí) · Vegeu més fotos d'aquest monument · Carregueu una nova foto d'aquest monument                            |
| Can Rosés                                        | BCIL 2004    | Obra popular XIII, XVII              | Rubí Ctra. a Terrassa, km 27,1                                       | 41° 30′ 21″ N, 2° 02′ 14″ E / 41.505822°N,2.037088°E | IPA-27655     | Can Rosés (Rubí) · Vegeu més fotos d'aquest monument · Carregueu una nova foto d'aquest monument                                     |
| Capella de Sant Muç de Rubí                      | BCIL 2004    | XIV, XVIII                           | Rubí Camí de Sant Muç                                                | 41° 30′ 33″ N, 2° 01′ 19″ E / 41.509260°N,2.021867°E | IPA-27656     | Capella de Sant Muç (Rubí) · Vegeu més fotos d'aquest monument · Carregueu una nova foto d'aquest monument                           |
| Can Roig                                         |              | Obra popular XV                      | Rubí Camí de Can Ramoneda                                            | 41° 31′ 07″ N, 2° 01′ 09″ E / 41.518650°N,2.019256°E | IPA-27657     | Can Roig (Rubí) · Vegeu més fotos d'aquest monument · Carregueu una nova foto d'aquest monument                                      |
| Pont de l'Aigua, pont i aqüeducte de Can Claverí | BCIL 2004    | Obra popular XVIII                   | Rubí Camí de Sant Muç, prop de la riera de Rubí                      | 41° 29′ 53″ N, 2° 01′ 43″ E / 41.498121°N,2.02854°E  | IPA-37040     | Pont de l'Aigua (Rubí) · Vegeu més fotos d'aquest monument · Carregueu una nova foto d'aquest monument                               |
| Església evangèlica de Rubí                      | BCIL 2004    |                                      | Rubí C. Colom, 4-6                                                   | 41° 29′ 20″ N, 2° 01′ 49″ E / 41.48878°N,2.030236°E  | IPA-39013     | Església evangèlica de Rubí · Vegeu més fotos d'aquest monument · Carregueu una nova foto d'aquest monument                          |
| Can Matarí, Castellnou, Can Moritz               | BCIL 2004    |                                      | Rubí Urbanització Castellnou                                         | 41° 31′ 50″ N, 2° 00′ 00″ E / 41.530563°N,1.999994°E | IPA-39015     | Carregueu una nova foto d'aquest monument                                                                                            |
| Can Solà                                         | BCIL 2004    |                                      | Rubí                                                                 | 41° 31′ 50″ N, 2° 00′ 01″ E / 41.530655°N,2.000184°E | IPA-39019     | Carregueu una nova foto d'aquest monument                                                                                            |
| Can Mir                                          | BCIL 2004    | Obra popular                         | Rubí Av. Can Mir, 36                                                 | 41° 31′ 04″ N, 2° 00′ 15″ E / 41.517809°N,2.004085°E | IPA-39020     | Can Mir (Rubí) · Vegeu més fotos d'aquest monument · Carregueu una nova foto d'aquest monument                                       |
| Can Feliu                                        | BCIL 2004    | Obra popular XIII, XVIII, XX         | Rubí                                                                 | 41° 30′ 08″ N, 2° 00′ 44″ E / 41.502153°N,2.012292°E | IPA-39021     | Can Feliu (Rubí) · Vegeu més fotos d'aquest monument · Carregueu una nova foto d'aquest monument                                     |
| Cal Ximelis, Can Turó                            | BCIL 2004    | Obra popular                         | Rubí Camí d'Ullastrell                                               | 41° 29′ 51″ N, 2° 00′ 34″ E / 41.49741°N,2.009573°E  | IPA-39024     | Cal Ximelis (Rubí) · Vegeu més fotos d'aquest monument · Carregueu una nova foto d'aquest monument                                   |
| Can Pi de la Serra                               | BCIL 2004    | Obra popular                         | Rubí Entre el torrent de Can Balasc i el torrent Fondo               | 41° 29′ 54″ N, 1° 59′ 57″ E / 41.498446°N,1.999266°E | IPA-39025     | Can Pi de la Serra (Rubí) · Vegeu més fotos d'aquest monument · Carregueu una nova foto d'aquest monument                            |
| Can Serrafossà                                   | BCIL 2004    | Obra popular                         | Rubí                                                                 | 41° 29′ 30″ N, 2° 00′ 05″ E / 41.491537°N,2.001277°E | IPA-39026     | Carregueu una nova foto d'aquest monument                                                                                            |
| Can Balasc                                       | BCIL 2004    | Eclecticisme                         | Rubí Camí vell de Castellbisbal                                      | 41° 28′ 35″ N, 2° 00′ 17″ E / 41.476273°N,2.004793°E | IPA-39027     | Can Balasc (Rubí) · Vegeu més fotos d'aquest monument · Carregueu una nova foto d'aquest monument                                    |
| Can Serra                                        | BCIL 2004    | Obra popular                         | Rubí C. de Can Serra                                                 | 41° 30′ 06″ N, 2° 01′ 47″ E / 41.501643°N,2.029637°E | IPA-39028     | Can Serra (Rubí) · Vegeu més fotos d'aquest monument · Carregueu una nova foto d'aquest monument                                     |
| Cal Patilles                                     | BCIL 2004    | Obra popular                         | Rubí C. Pau Claris, 13-15 - c. Cadmo, 22                             | 41° 29′ 40″ N, 2° 01′ 53″ E / 41.494316°N,2.031352°E | IPA-39029     | Cal Patilles (Rubí) · Vegeu més fotos d'aquest monument · Carregueu una nova foto d'aquest monument                                  |
| L'Escardívol, la Pelleria, naus Pich Aguilera    | BCIL 2004    | Obra popular                         | Rubí C. Joaquim Blume, 28 - c. Terrassa, 57                          | 41° 29′ 39″ N, 2° 01′ 47″ E / 41.494248°N,2.029604°E | IPA-39030     | L'Escardívol (Rubí) · Vegeu més fotos d'aquest monument · Carregueu una nova foto d'aquest monument                                  |
| Habitatge al carrer de Terrassa, 40              | BCIL 2004    | Obra popular XIX Final               | Rubí C. Terrassa, 40                                                 | 41° 29′ 34″ N, 2° 01′ 48″ E / 41.492755°N,2.029938°E | IPA-39035     | Habitatge al carrer de Terrassa, 40 (Rubí) · Vegeu més fotos d'aquest monument · Carregueu una nova foto d'aquest monument           |
| Can Llonc                                        | BCIL 2004    | Obra popular                         | Rubí C. Terrassa, 28                                                 | 41° 29′ 35″ N, 2° 01′ 49″ E / 41.49310°N,2.03034°E   | IPA-39036     | Can Llonc (Rubí) · Vegeu més fotos d'aquest monument · Carregueu una nova foto d'aquest monument                                     |
| Fàbrica de Joan Debant, Cal Ramon Ferrer         | BCIL 2004    | Obra popular                         | Rubí Pl. Doctor Guardiet, 10 - c. Riera, 6-10                        | 41° 29′ 31″ N, 2° 01′ 46″ E / 41.49185°N,2.029388°E  | IPA-39054     | Fàbrica de Joan Debant (Rubí) · Vegeu més fotos d'aquest monument · Carregueu una nova foto d'aquest monument                        |
| Fassina Aguilera, Centre d'Esplai l'Eixam        | BCIL 2004    | Obra popular XX Inici                | Rubí C. Molí, 21                                                     | 41° 29′ 39″ N, 2° 01′ 38″ E / 41.494201°N,2.027221°E | IPA-39057     | Fassina Aguilera (Rubí) · Vegeu més fotos d'aquest monument · Carregueu una nova foto d'aquest monument                              |
| Conjunt del Vapor Nou                            | BCIL 2004    | XX                                   | Rubí Pg. Riera, 71-79                                                | 41° 29′ 32″ N, 2° 01′ 38″ E / 41.492165°N,2.027287°E | IPA-39059     | Conjunt del Vapor Nou (Rubí) · Vegeu més fotos d'aquest monument · Carregueu una nova foto d'aquest monument                         |
| Cal Fideuer                                      | BCIL 2004    | Obra popular                         | Rubí C. Sant Jaume, 9                                                | 41° 29′ 23″ N, 2° 01′ 53″ E / 41.489778°N,2.031479°E | IPA-39468     | Cal Fideuer (Rubí) · Vegeu més fotos d'aquest monument · Carregueu una nova foto d'aquest monument                                   |
| Cal Fideuer - Ca l'Aliart                        | BCIL 2004    | Obra popular                         | Rubí C. Sant Cugat, 2                                                | 41° 29′ 22″ N, 2° 01′ 53″ E / 41.489542°N,2.031315°E | IPA-39469     | Cal Fideuer - Ca l'Aliart (Rubí) · Vegeu més fotos d'aquest monument · Carregueu una nova foto d'aquest monument                     |
| Cal Ferro                                        | BCIL 2004    | Obra popular XIX Inici               | Rubí C. Sant Cugat, 32                                               | 41° 29′ 22″ N, 2° 01′ 55″ E / 41.489512°N,2.031975°E | IPA-39470     | Cal Ferro (Rubí) · Vegeu més fotos d'aquest monument · Carregueu una nova foto d'aquest monument                                     |
| Can Vilaró                                       | BCIL 2004    | Modernisme XIX                       | Rubí Pl. Anselm Clavé - Dr. Ramon Turró, 11                          | 41° 29′ 22″ N, 2° 01′ 49″ E / 41.489371°N,2.030276°E | IPA-39471     | Can Vilaró (Rubí) · Vegeu més fotos d'aquest monument · Carregueu una nova foto d'aquest monument                                    |
| Escola Evangèlica de Rubí                        | BCIL 2004    | Obra popular XX Inici                | Rubí C. Poeta Virgili, 9                                             | 41° 29′ 20″ N, 2° 01′ 47″ E / 41.488786°N,2.029646°E | IPA-39472     | Escola Evangèlica de Rubí · Vegeu més fotos d'aquest monument · Carregueu una nova foto d'aquest monument                            |
| Antiga estació                                   | BCIL 2004    | Obra popular XX Inici                | Rubí C. Historiador Josep Serra                                      | 41° 29′ 13″ N, 2° 01′ 49″ E / 41.486831°N,2.030278°E | IPA-39474     | Antiga estació (Rubí) · Vegeu més fotos d'aquest monument · Carregueu una nova foto d'aquest monument                                |
| Torre Llopis, Torre Basses                       | BCIL 2004    |                                      | Rubí C. Sant Muç - Sabadell                                          | 41° 29′ 41″ N, 2° 02′ 02″ E / 41.494661°N,2.033815°E | IPA-39475     | Torre Llopis (Rubí) · Vegeu més fotos d'aquest monument · Carregueu una nova foto d'aquest monument                                  |
| Torre Samaranc, Escola Estel                     | BCIL 2004    | Obra popular                         | Rubí C. Nou, 24 - c. Floridablanca, 2                                | 41° 29′ 34″ N, 2° 01′ 58″ E / 41.492689°N,2.03279°E  | IPA-39478     | Torre Samaranc (Rubí) · Vegeu més fotos d'aquest monument · Carregueu una nova foto d'aquest monument                                |
| Cal Met Lleó                                     | BCIL 2004    | Obra popular                         | Rubí C. Sant Pere, 42                                                | 41° 29′ 30″ N, 2° 01′ 58″ E / 41.491546°N,2.032915°E | IPA-39479     | Cal Met Lleó (Rubí) · Vegeu més fotos d'aquest monument · Carregueu una nova foto d'aquest monument                                  |
| Centre docent Balmes, Can Plantada               | BCIL 2004    | Obra popular                         | Rubí Pl. Estaníslau Figueres, 1                                      | 41° 29′ 33″ N, 2° 02′ 00″ E / 41.492568°N,2.033331°E | IPA-39480     | Centre Docent Balmes (Rubí) · Vegeu més fotos d'aquest monument · Carregueu una nova foto d'aquest monument                          |
| Cal Gaspà, Indústries Espona                     | BCIL 2004    | XX Mitjan                            | Rubí Pg. de les Torres, 37                                           | 41° 28′ 55″ N, 2° 02′ 00″ E / 41.482003°N,2.033452°E | IPA-39482     | Cal Gaspà (Rubí) · Vegeu més fotos d'aquest monument · Carregueu una nova foto d'aquest monument                                     |
| Cal Muntades, Fàbrica dels Serrat                | BCIL 2004    | XIX Final                            | Rubí C. Avinyó, 2                                                    | 41° 30′ 24″ N, 2° 02′ 07″ E / 41.506564°N,2.035351°E | IPA-39483     | Cal Muntades (Rubí) · Vegeu més fotos d'aquest monument · Carregueu una nova foto d'aquest monument                                  |
| Ca n'Archs i conjunt Pau Claris                  | BCIL 2004    | Obra popular XX Mitjan               | Rubí C. Pau Claris, 26-38                                            | 41° 29′ 41″ N, 2° 01′ 52″ E / 41.494782°N,2.030974°E | IPA-39484     | Ca n'Archs i conjunt Pau Claris (Rubí) · Vegeu més fotos d'aquest monument · Carregueu una nova foto d'aquest monument               |
| Conjunt Pau Claris - Margarida Xirgu             | BCIL 2004    | XX Inici                             | Rubí C. Pau Claris, 29-41 - c. Margarida Xirgu                       | 41° 29′ 36″ N, 2° 01′ 51″ E / 41.493204°N,2.030758°E | IPA-39485     | Conjunt Pau Claris - Margarida Xirgu (Rubí) · Vegeu més fotos d'aquest monument · Carregueu una nova foto d'aquest monument          |
| Conjunt plaça Aguilera - Carrer Doctor Robert    | BCIL 2004    | XIX Mitjan                           | Rubí C. Doctor Robert, 29-43                                         | 41° 29′ 37″ N, 2° 01′ 51″ E / 41.49353°N,2.03082°E   | IPA-39486     | Conjunt plaça Aguilera - carrer Doctor Robert (Rubí) · Vegeu més fotos d'aquest monument · Carregueu una nova foto d'aquest monument |
| Conjunt del centre antic de Rubí                 | BCIL 2004    |                                      | Rubí C. Sant Ignasi - c. Xercavins - c. Sant Joan - c. Sant Francesc | 41° 29′ 24″ N, 2° 01′ 47″ E / 41.489926°N,2.029836°E | IPA-39487     | Conjunt del centre antic de Rubí · Vegeu més fotos d'aquest monument · Carregueu una nova foto d'aquest monument                     |
| Conjunt de la plaça Clavé                        | BCIL 2004    |                                      | Rubí Pl. Clavé                                                       | 41° 29′ 21″ N, 2° 01′ 49″ E / 41.489173°N,2.030279°E | IPA-39488     | Conjunt de la plaça Clavé (Rubí) · Vegeu més fotos d'aquest monument · Carregueu una nova foto d'aquest monument                     |
| Conjunt del carrer Colom                         | BCIL 2004    |                                      | Rubí C. Colom, 14-20, 26, 30-32, 42-48 i 31-41                       | 41° 29′ 14″ N, 2° 01′ 48″ E / 41.4873°N,2.02997°E    | IPA-39489     | Conjunt del carrer Colom (Rubí) · Vegeu més fotos d'aquest monument · Carregueu una nova foto d'aquest monument                      |
| Habitatge al carrer Balmes, 31                   | BCIL 2004    |                                      | Rubí C. Balmes, 31                                                   | 41° 29′ 15″ N, 2° 01′ 55″ E / 41.48738°N,2.03186°E   | IPA-39490     | Habitatge al carrer Balmes, 31 (Rubí) · Vegeu més fotos d'aquest monument · Carregueu una nova foto d'aquest monument                |
| Conjunt carrer Floridablanca                     | BCIL 2004    |                                      | Rubí C. Floridablanca, 4-40 i 5-17                                   | 41° 29′ 34″ N, 2° 02′ 00″ E / 41.49273°N,2.03345°E   | IPA-39491     | Conjunt carrer Floridablanca (Rubí) · Vegeu més fotos d'aquest monument · Carregueu una nova foto d'aquest monument                  |
| Conjunt del carrer Sant Isidre                   | BCIL 2004    | XIX Mitjan                           | Rubí C. Sant Isidre, 6-26                                            | 41° 29′ 24″ N, 2° 02′ 00″ E / 41.49003°N,2.0332°E    | IPA-39492     | Conjunt del carrer Sant Isidre (Rubí) · Vegeu més fotos d'aquest monument · Carregueu una nova foto d'aquest monument                |
| Conjunt Plana del Castell - la Parellada         | BCIL 2004    | XIX Final                            | Rubí Pl. Marquès de Barberà, 1-8 - c. Santa Teresa, 1, 6, 23, 31     | 41° 29′ 39″ N, 2° 01′ 37″ E / 41.494081°N,2.026983°E | IPA-39493     | Conjunt Plana del Castell - la Parellada (Rubí) · Vegeu més fotos d'aquest monument · Carregueu una nova foto d'aquest monument      |
| Farmàcia Parrilla                                | BCIL 2004    |                                      | Rubí C. Xercavins, 4 - c. Sant Sebastià, 3                           | 41° 29′ 29″ N, 2° 01′ 47″ E / 41.49142°N,2.02967°E   | IPA-39575     | Farmàcia Parrilla (Rubí) · Vegeu més fotos d'aquest monument · Carregueu una nova foto d'aquest monument                             |
| Molí de Can Calopa                               |              | Obra popular                         | Rubí                                                                 |                                                      | IPA-41592     | Carregueu una nova foto d'aquest monument                                                                                            |
| Forn de guix de Can Calopa                       |              | Obra popular                         | Rubí Camí de Can Calopa                                              | 41° 27′ 57″ N, 2° 00′ 51″ E / 41.46572°N,2.01411°E   | IPA-41593     | Forn de guix de Can Calopa (Rubí) · Modifica el valor a Wikidata · Carregueu una nova foto d'aquest monument                         |
| Molí de vent de Can Balasc                       |              |                                      | Rubí                                                                 |                                                      | IPA-51084     | Carregueu una nova foto d'aquest monument                                                                                            |